# Cyrtopogon pyrenaeus
Cyrtopogon pyrenaeus là một loài ruồi trong họ Asilidae. Cyrtopogon pyrenaeus được Villeneuve miêu tả năm 1913.